# Marienberger Dreieck
Das Marienberger Dreieck ist eine ehemalige Rennstrecke in Sachsen mit Start und Ziel in Marienberg im Erzgebirge. Sie wurde von 1923 bis 1937 für das Marienberger Dreieckrennen für Motorräder genutzt. Die Strecke führte in einer dreieckigen Form von Marienberg, über die Heinzebank und Wolkenstein wieder nach Marienberg. Sie war zur damaligen Zeit die schnellste Straßenrennstrecke in Deutschland.

## Geschichte

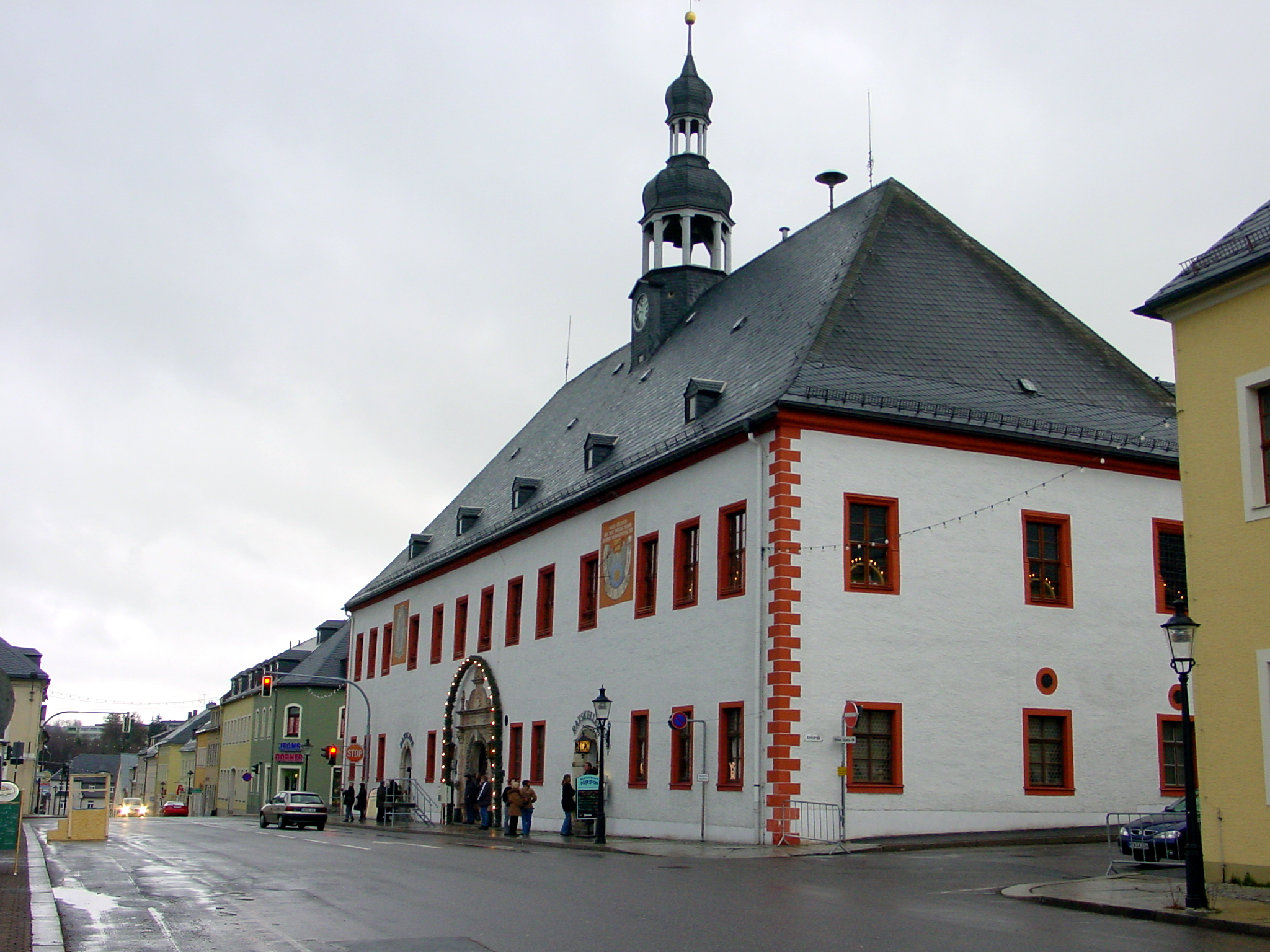
Am Marienberger Rathaus (hier Blickrichtung entgegen dem Streckenverlauf) lagen Start und Ziel

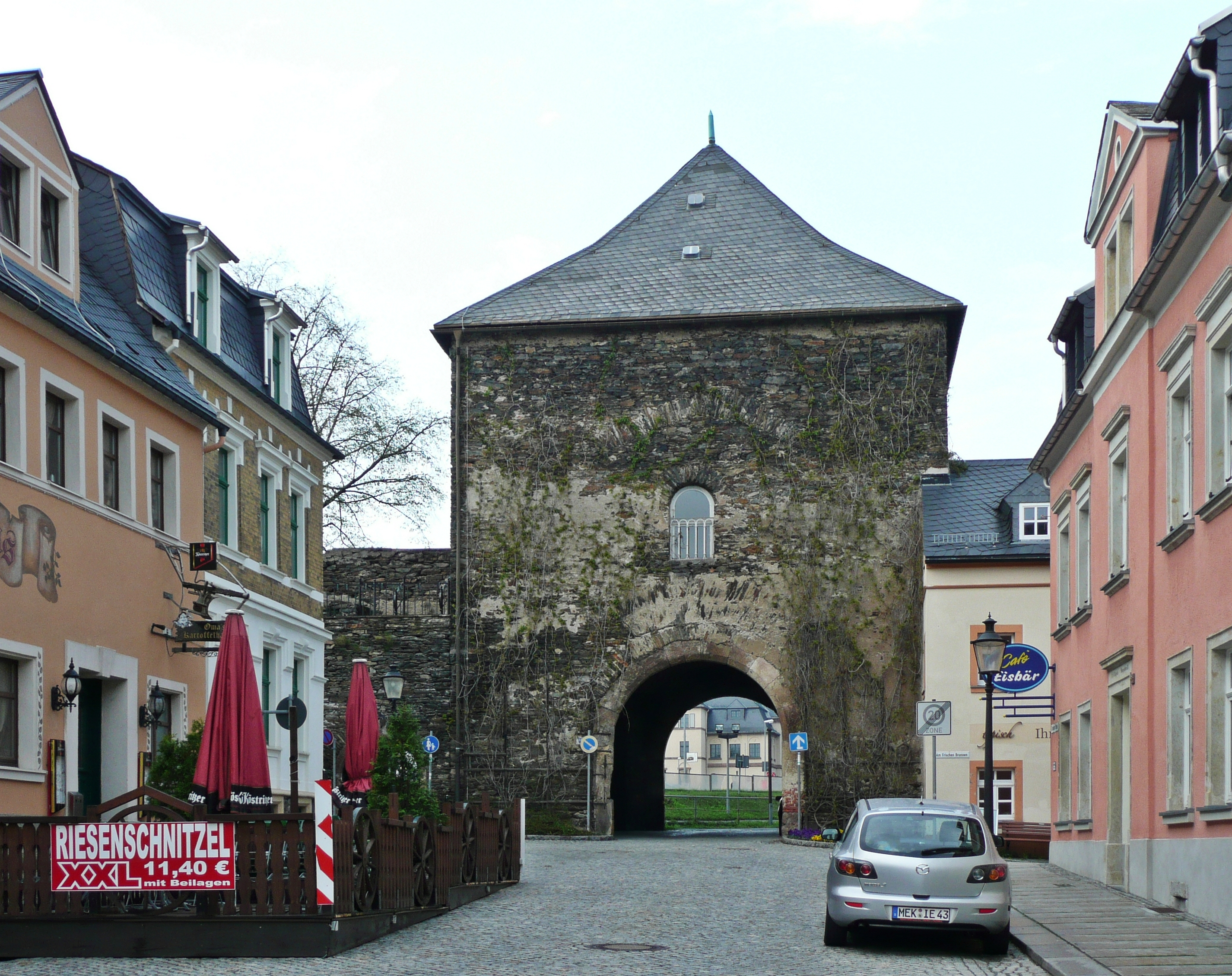
Das Zschopauer Tor (Blick stadtauswärts in Fahrtrichtung) wurde passiert

Eröffnet wurde die Strecke 1923 mit einem Klubrennen des Chemnitzer Motorrad Clubs, welches von Gustav Muth auf Standard gewonnen wurde. Ab 1924 wurde das Marienberger Dreieckrennen als offizielle Veranstaltung abgehalten, die mit Ausnahme von 1936 zur Deutschen Motorrad-Straßenmeisterschaft zählte. Es erlangte schnell nationale Bedeutung, unter anderem durch die Nähe zu den Zschopauer DKW-Werken, die sich in den 1930er-Jahren zum größten Motorradhersteller der Welt entwickelten und die Veranstaltung als ihr Heimrennen sahen.
In den Jahren 1930 bis 1932 wurden auf dem Marienberger Dreieck keine Rennen ausgetragen. Stattdessen fand 1930 die Deutsche Sechstagefahrt in Marienberg statt. Die Veranstaltung von 1938 wurde vom Leiter des Nationalsozialistischen Kraftfahrkorps (NSKK) Adolf Hühnlein aus unbekannten Gründen abgesagt. Danach existierte kein weiteres Interesse, das Rennen wieder zum Leben zu erwecken, zumal im Folgejahr der Zweite Weltkrieg ausbrach.
Für besonderes Aufsehen sorgte 1935 der Lingener Bernd Rosemeyer – 1934 noch Sieger des Halbliterlaufes auf DKW – der, mittlerweile für die Auto Union AG in der Grand-Prix-Europameisterschaft startend, mit einem Typ B eine Demonstrationsrunde auf dem Dreieck fuhr. Er erreichte mit dem kompressorgeladenen, etwa 375 PS starken V16-Mittelmotorwagen eine Durchschnittsgeschwindigkeit von 156,4 km/h.

## Streckenführung
Das Marienberger Dreieck hatte in seiner von 1923 bis 1934 befahrenen Variante eine Länge von 17,3 km, für die Auflage von 1935 wurde eine 15,94 km lange Version genutzt, 1937 hatte die Piste eine Länge von 15,314 km.
Start und Ziel lagen am Marienberger Marktplatz vor dem Rathaus. Danach folgte die Strecke der Zschopauer Straße in nordwestlicher Richtung durch das Zschopauer Tor über Lauta bis zur Heinzebank. Dort bog die Strecke in südwestliche Richtung und führte durch Hilmersdorf, Warmbad und Gehringswalde bis nach Wolkenstein (heutige B 101), von wo sie nach Osten über Wolfsberg und den Hirschstein (Verlauf der heutigen B 171) zurück zum Ausgangspunkt führte.

## Veranstaltungen
- 1923: Klubrennen des Chemnitzer Motorrad Clubs
- 15.6.1924: Rennen für Motorräder in den Klassen 350 ccm, 500 ccm, 750 ccm und 1000ccm, sowie Seitenwagen bis 1000ccm
- 3.5.1925: Rennen für Motorräder in den Klassen 125 ccm, 175 ccm, 250 ccm, 350 ccm, 500 ccm und 750 ccm, sowie Seitenwagen bis 1000ccm
- 27.6.1926: Rennen für Motorräder in den Klassen 175 ccm, 250 ccm, 350 ccm, 500 ccm, 750 ccm und 1000 ccm, sowie Seitenwagen bis 600 ccm und bis 1000ccm
- 12.6.1927: Rennen für Motorräder in den Klassen 175 ccm, 250 ccm, 350 ccm, 500 ccm, 750 ccm und 1000 ccm, sowie Seitenwagen bis 600 ccm und bis 1000ccm
- 24.6.1928: Rennen für Motorräder in den Klassen 175 ccm, 250 ccm, 350 ccm, 500 ccm, und über 500 ccm
- 2.6.1929: Rennen für Motorräder in den Klassen 250 ccm, 350 ccm, 500 ccm und über 500 ccm
- 8.10.1933: Rennen für Motorräder in den Klassen 250 ccm, 350 ccm und 500 ccm
- 6.5.1934: Rennen für Motorräder in den Klassen 250 ccm, 350 ccm, 500 ccm und 1000 ccm, sowie Seitenwagen bis 350 ccm, bis 600 ccm und bis 1000ccm
- 30.5.1935: Rennen für Motorräder in den Klassen 250 ccm, 350 ccm und 500 ccm, sowie Seitenwagen bis 600 ccm und bis 1000ccm
- 10.10 1937: Rennen für Motorräder in den Klassen 250 ccm, 350 ccm und 500 ccm, sowie Seitenwagen bis 600 ccm und bis 1000ccm

## Rekorde
Die schnellste jemals mit einem Motorrad gefahrene Runde auf dem Marienberger Dreieck stammt von Kurt Mansfeld, der am 30. Mai 1935 im 500-cm³-Rennen den Kurs auf seiner DKW in 6 Minuten und 49,2 Sekunden umrundete, was eine Durchschnittsgeschwindigkeit 143,4 km/h entsprach.
Der Rennrekord stammt ebenfalls von Mansfeld und wurde im selben Rennen aufgestellt. Er benötigte für neun Runden mit einer Gesamtdistanz von 143,6 km eine Stunde, zwei Minuten und 34,4 Sekunden, was einem Stundenmittel von 137,8 km/h entsprach.